# Iveco EuroStar
L'IVECO EuroStar est un camion de la gamme lourde du constructeur italien Iveco de Turin.
C'est en 1992 que la gamme Iveco TurboStar-TurboTech dont la dernière série remonte à 1989, est remplacée par la toute nouvelle gamme Eurotech, qui a recueilli les faveurs des entreprises de transport de toute l'Europe, dès son lancement. Afin de compléter sa déjà large offre de modèles par le haut, Iveco lance en 1993 la gamme EuroStar pour les transports internationaux et EuroTrakker pour les chantiers.
Grâce à ce modèle, Iveco remporte le prix « Camion International de l'Année » en 1993, pour la seconde fois consécutive, après l'énorme succès remporté par la gamme moyenne Eurocargo.
La gamme comprend deux versions distinctes :
- IVECO EuroStar, camion de haut de gamme avec une cabine route longs trajets et couchette, destinée aux transports internationaux, avec une motorisation de pointe pour des attelages au maximum des législations, 44t en Italie, 60t aux Pays Bas et jusqu'à 120t en Australie avec les road-trains mais limitée à 38t en France.
- IVECO EuroTech, camion de même classe mais avec un niveau de finition moindre. Le modèle étant particulièrement destiné au transport local lourd. Il serait plus juste de parler d'une gamme Eurotech tant la diversité des modèles proposés était vaste.

L'EuroStar sera proposé dans un premier temps avec un choix parmi trois motorisations différentes, trois configurations, un vaste choix de boîtes de vitesses et trois cabines différentes.

## Les motorisations
- Iveco 8460.41 L, 6 cylindres en ligne de 9 495 cm3 - 375 ch,
- Iveco 8210.42 L, 6L 13 798 cm3 - 420 ch,
- Iveco 8280.42 S, V8 17 174 cm3 - 514 ch,

Mais en 1995, IVECO présente une nouvelle version de son très fameux moteur 6L de 13 798 cm3 le 8210.42S qui développe 469 ch à 1 800 tr/min.
C'est ce moteur et la version 420 ch qui feront de l'EuroStar un des rois de la route. Sa puissance correspond au meilleur rapport puissance/consommation et répond parfaitement à la demande du monde des transports sur route. La version 520 ch reste réservée à des clients qui recherchent uniquement la puissance maximale. 
Deux boîtes de vitesses comportent 16 rapports sur une grille en double H. L'une, la ZF16S151 pour la version 380 ch, l'autre la ZF16S221 pour les versions 420, 470 et 520 ch.
Trois boîtes de vitesses comportent 12 rapports non synchronisés, disposés sur une grille en H simple, Eaton Twin-Splitter TS11612 pour le 380 cv, TS13612 pour le 420 ch et TS16612 pour les 470 et 520 ch. 
C'est en 1995, avec la commercialisation du moteur de 470 ch, qu'Iveco commercialise une boîte automatique « EuroTronic », de conception Iveco et ZF, destinée aux modèles Eurotech E38 et Eurostar E38 et E47.
L'année 1998 signera une importante révolution dans les motorisations IVECO, c'est le lancement des fameux moteurs Cursor qui les premiers respecteront les nouvelles normes antipollution Euro 3. En 1999, IVECO présente les gros Cursor 8 & 13. Le monde des transports entre dans une nouvelle ère avec des moteurs à la cylindrée réduite, les puissances augmentées pour une consommation minimale. L'échelle des valeurs en sera complètement bouleversée. Les moteurs IVECO Cursor deviendront la référence en la matière.

## Configurations
- Porteur 4x2 (180E - 190E) selon les marchés et législations (Iveco nomme toujours ses véhicules avec le PTC autorisé, ex 180 signifie 18t)
- Porteur 6x2 avec troisième essieu Iveco relevable ou fixe (240E),
- Tracteur 4x2 (440E) - 6x4/2.